# ジョン・ファーラー
ジョン・クリフォード・ファーラー（/ˈfɑːrər/ FAR-ər; 1946年11月8日 - ）は、オーストラリアの音楽プロデューサー、作曲家、編曲家、歌手、ギター奏者である。

## 概要
音楽家としては、マスタングス（1963年 - 1964年）、ストレンジャーズ（1964年 - 1970年）、マーヴィン、ウェルチ＆ファーラー（1970年 - 1973年）、シャドウズ（1973年 - 1976年）などのロックン・ロールグループの元メンバーであった。1980年には、自身のタイトルでソロアルバムを発表している。作曲家、プロデューサーとして、1971年から 1989年までオリビア・ニュートン・ジョンと仕事をした。彼女の全米でヒットチャートの一位を獲得した数々のシングル盤用の曲を作曲した。「そよ風の誘惑 (Have You Never Been Mellow)」（1975年）、「愛のデュエット(You're the One That I Want) 」（1978年、ジョン・トラボルタとのデュエット）、「愛すれど悲し(Hopelessly Devoted to You) 」（1978年）、「マジック(Magic) 」（1980年）などがある。また、ヒットチャートの一位となったアルバムには、『If You Love Me, Let Me Know』（1974年）、『Have You Never Been Mellow』（1975年）、『O.N.J.グレイテスト・ヒッツ Vol.2 (Olivia's Greatest Hits Vol.2)』（1982年）など、オリビアがこの間に録音した作品のほとんどは彼がプロデュースした。映画『グリース』（1978年）のサウンドトラックでは、共同で制作を務めたうちの一人である。
また、ファーラーはニュートン・ジョンにとって最初に全米で第1位のヒットとなった曲『愛の告白（I Honestly Love You） 』の制作を担当し、1975年にグラミー賞の年間最優秀曲レコード賞を受賞している。1969年、ファーラーは、かつてニュートン・ジョンの歌唱の相方を務めたオーストラリアの歌手、パット・キャロルと結婚した。1970年7月、英国に移住し、1975年後半から米国に在住している。二人はサム・ファーラー（ファントム・プラネットのベース奏者でマルーン5のツアーメンバー）とマックス・ファーラー（ゴールデン・ゴーストのギター演奏家・キーボード奏者）の両親である。

## 若年期
ジョン・クリフォード・ファーラーは1946年11月8日に生まれ、メルボルン郊外のムーニー・ポンズで育った。彼にはレジナルドという名前の兄がおり、叔母や叔父もいる大家族であった。ファーラーの母親は彼が12歳になったときカントリーミュージック用のギターを買い与えたので、ギターで演奏を始めるようになった。

## 初期のバンド活動
1961年、兄のレジナルドと共に「ザ・ジャガーズ」というバンドで演奏を始めた。ファーラーが15歳の時、家族はニドリーに引っ越した。1963年、ボーカルのジョニー・クーパー、ベースギターのピーター・ラミス、ドラムのビリーと共に「ザ・ムスタングス」に加入した。

## ザ・ストレンジャーズ
→詳細は「ザ・ストレンジャーズ」も参照
1964年1月下旬、ザ・ストレンジャーズに加入したが、これはそのとき結成時のギタリストであったローリー・アーサーとの入れ替わりであり、その際にリード・ヴォーカリストをもう一人加えている。他のメンバーは、ベースギターとリードヴォーカルがピーター・ロビンソン、ドラムがグレーム・トンプソン、ギターとバックヴォーカルがフレッド・ウェイランドであった。元々彼等はこのバンドを 1961年にグレンロイで器楽演奏曲のためのバンドとして結成し、メルボルンの舞踏会場で活動していた。1964年6月にはバンド初のボーカルシングル曲『If You Gotta Make a Fool of Someone』を発表し、同年7月にメルボルンのヒットチャートでトップ30に入った。こうしてバックバンド、セッションバンドとして人気を博すようになった。
1964年8月、ストレンジャーズはATV（オーストラリアのテレビ局）のポップミュージック番組で演奏を務める楽団として雇用され、ザ・ゴー！！ショーに出演した。後にファーラーの妻となったパット・キャロル、および彼らの親友であったオリビア・ニュートン・ジョンの二人は、ザ・ゴー！！ショーに歌手として出演し、ザ・ストレンジャーズのバックで歌を歌った。キャロルとニュートン・ジョンはボーカル・デュオ「パットとオリビア」を結成し、1967年には初のイギリス・ツアーを行った。そのツアーにはソーホーにある悪名高いクラブ、レイモンド・レビューバーでのライブも含んでいた。
ツアーが済んでオーストラリアに戻ると、キャロルは就労ビザが切れたので残留しなくてはならなくなったが、ニュートン・ジョンはイギリス出身であるため引き続き滞在することができた。ファーラーはキャロルと交際し、1970年に結婚した。しかし結婚後、キャロルはスターとしての地位を追わなくなった。彼女はニュートン・ジョンとのデュオを時折再演したり、ファーラーやニュートン・ジョンの作品に歌手として参加したりすることもあった。1968年、ストレンジャーズはイギリスの器楽演奏グループ、シャドウズのツアーのオーストラリア公演でわき役を担当した。1970年6月、ストレンジャーズは最もヒットした『Melanie Makes Me Smile』を発表し、8月のゴーセットゴーセットナショナルTOP60で14位を獲得した。
1970年7月、ファーラーはストレンジャーズを脱退した。

## マーヴィン、ウェルチ＆ファーラー
→詳細は「マーヴィン、ウェルチ＆ファーラー」も参照
1970年7月、ファーラーはストレンジャーズを脱退し、キャロルと共にイギリスに移った。そこでシャドウズの元メンバーであるハンク・マーヴィンとブルース・ウェルチの2人を中心としたボーカルハーモニーグループ、マーヴィン、ウェルチ＆ファーラーというグループを作ろうと思うがそのメンバーにならないかと誘われた。その頃までには、ニュートン・ジョンとウェルチは婚約しており、ファーラーとウェルチは彼女の作曲家兼プロデューサーとなっていた。ウェルチとファーラーはボブ・ディランが作曲しニュートン・ジョンがカバーした「If Not for You」と1971年11月にリリースされた同名アルバムで共同制作と演奏を担当した。
ファーラーはクリフ・リチャードのバックを務めるギター演奏家やヴォーカリストとしても活動した。1971年に同名のアルバム、1972年に『セカンド・オピニオン』（4チャンネル方式とステレオの両形式）を発表。1973年にはマーヴィンとファーラーの2人だけで3枚目のアルバムを発表した シャドウズはその後すぐ再結成され、ファーラーは 2番目のリードギターとボーカルとして参加した。1975年、グループは「Let Me Be the One」でユーロビジョン・ソング・コンテストにイギリス代表として出場した。ファーラーは 1973年、同コンテストでリチャードの参加曲「Power to All Our Friends」でバックギターとボーカルとして出演していたし、その翌年にはニュートン・ジョンの作品「Long Live Love」でバックとプロデューサーを務めていたのである。
1971年から1976年にかけて、ロンドンのアビーロード・スタジオで録音されたニュートン・ジョンの初期のアルバムには、シャドウズの様々なメンバーが一時参加のミュージシャンとして起用された。ファーラーとウェルチの他には、ブライアン・ベネット、アラン・ホークショー、アラン・ターニー、デーヴ・リッチモンド、トレバー・スペンサーがいた。他の参加ミュージシャンには、同じオーストラリア出身のケヴィン・ピークとテリー・ブリテンがいたが、この二人はリチャードとも仕事をしていた。彼らは、ニュートン・ジョンのセカンド・アルバム『オリヴィア』の途中まで、共同プロデューサーであったファーラーとウェルチのもとで仕事をした。それ以降は、ファーラーが彼女の主たるプロデューサーとなった。彼はヒットチャートの第一位となったアルバム『If You Love Me, Let Me Know』（1974年）、『Have You Never Been Mellow』（1975年）、『Olivia's Greatest Hits Vol.2』（1982年）を制作した。またファーラーはニュートン・ジョンにとって初の全米一位のヒットシングル『I Honestly Love You』を制作し、1975年にグラミー賞年間レコード部門最優秀賞を受賞した。彼が制作した最後の作品は、1989年に彼女が発表したアルバム『美しい星と子供たちに〜ウォーム・アンド・テンダー』である。

## その他の作品
→詳細は「シャドウズ」も参照
1974年、ファーラーはトーキング・モジュレーター「SFXユニット」をインスト曲『No, No, Nina』に使用したが、これは 1975年にピーター・フランプトンが発表したシングル『Show Me the Way』に先駆けてのことであった。しかし、ファーラーの曲はEMIによって1997年まで発表が見送られた。1997年、彼の曲は未発表音源を中心に収録したCDアルバム『The Shadows at Abbey Road』に収録された。また、「No, No, Nina」のボーカル版は、ユーロビジョンの参加曲として『スペックス・アピール』のアルバムに収録されたが、6曲中の第6位に選ばれた。ファーラーは器楽演奏とボーカル以外にも、ザ・シャドウズのアルバム、『ロッキン・ウィズ・カーリー・リード (Rockin' with Curly Leads)』、『スペックス・アピール』、『テイスティ』、『ライヴ・アット・ザ・パリ・オリンピア (Live at the Paris Olympia)』では編曲家として活躍した。
ファーラーはニュートン・ジョンとの仕事で、「You're the One That I Want」（ジョン・トラボルタとのデュエット曲）から「Physical」に至るまでの作品に幅広いスタイルを取り入れた。ファーラーが脚本家兼プロデューサーとしてニュートン・ジョンと組んで最大の成功を収めたのは、ミュージカル「グリース」の映画版である。撮影中であった 1977年、プロデューサーがオリジナルスコアからジム・ジェイコブスとウォーレン・ケイシーの作品を他のより商業的に流行しそうな作品へと差し替えよう考えた。そこでファーラーはニュートン・ジョンのソロナンバーを含む、「Hopelessly Devoted To You」と「You're the One That I Want」という2つのオリジナルを作ってプロデューサーに提示した。この2曲は（監督のランダル・クライザーはこの曲が映画のスタイルに合わないと考えて強く反対したが）採用されることとなった。そしてこの2曲はサウンドトラック盤の中で最も成功したシングルとなり、1978年の年間を通じて世界的なナンバーワンヒットとなった。
2004年6月、ファーラーはこの2曲を作曲したときのことを振り返っている。『You're the One That I Want』については、「変な話だけど、今までで一番早く書けた曲なんだ。メロディもフィーリングもすごく速く出来上がった。」『Hopelessly Devoted To You』については、「今まで書いた曲の中で一番長い期間をかけて歌詞を書いた。ありとあらゆる同類語や同韻語の辞典を駆使して、まったく完璧な曲を創ろうとした。」 ファーラーが作詞・プロデュースしてニュートン・ジョンがナンバーワン・ヒットにした曲には、他にも「Have You Never Been Mellow」（1975年）、「Don't Stop Believin'」（1976年のイージーリスニング・チャートで第一位。ジャーニーの同名曲ではない）、「Magic」（1980年）がある。ファーラーは 1980年公開の同名映画『ザナドゥ』のサウンドトラック盤の片面を制作した。残りの片面にはエレクトリック・ライト・オーケストラの楽曲が収録され、制作はこのオーケストラのギター奏者兼ボーカルであるジェフ・リンが行った。1981年3月に、ファーラーは『ザナドゥ』の「Suspended in Time」でゴールデンラズベリー賞で最もひどいオリジナルソングとして候補曲に上がった。
1995年、ファーラーはニュートン・ジョンと作詞家ティム・ライスとで共同して、クリフ・リチャードがエミリー・ブロンテの小説『Wuthering Heights』を基にしたミュージカル『Heathcliff 』のための楽曲を作曲した。ファーラーは 1959年公開の映画『ギジェット』を基にしたミュージカル用の歌曲も共同で執筆したが、このミュージカルの制作は 2012年現在、無期限で延期されている。現在、ファーラーは Malibu の Sweetwater Road というところにある Moonee Ponds スタジオを経営している。

## 私生活
ファーラーとキャロルは、サム・ファーラー（1978年6月29日生、ファントム・プラネットのベース奏者）とマックス・ファーラー（ゴールデンゴーストのギター奏者、キーボード奏者）の両親である。2012年現在、ファーラーとキャロルはカリフォルニア州マリブに在住する。

## 演奏楽器
オールミュージックによると、ジョン・ファーラーは、ボーカル（リード、バッキング）、ギター（リード、リズム、ベースギター、アコースティック、スライドギター、アコースティックスライド、エレクトリックスライド）、ピアノ（電子ピアノ）、キーボード、メロトロン、シンセサイザー、ボコーダー、シンクラビア、マンドリン、ホーンと記録されている。

## 作品一覧
演奏家としての作品
| ソロ - John Farrar – LP/CD – CBS/See4Miles (November 1980) - "With Rainine on My Mind" - AUS #90 - "John and Mary" - "Reckless" – duet with Olivia Newton-John (2009). | The Strangers Marvin, Welch & Farrar The Shadows |

作曲家・制作者としての作品
| オリビア・ニュートン・ジョンとの活動 - 1971 "イフ・ノット・フォー・ユー" (ウェルチとの共同制作) - 1972 "Olivia" (ウェルチとの共同制作) - 1973 "Maybe Then I'll Think Of You" (ウェルチとの共同制作) - 1973 "Let Me Be There" (ウェルチとの共同制作) - 1974 "青空の天使" (ウェルチとの共同制作) - 1974 "愛しい貴方" - 1975 "[[そよ風の誘惑 (Have You Never Been Mellow)]]" - 1975 "クリアリー・ラヴ" - 1976 "水の中の妖精" - 1976 "たそがれの恋" - 1977 "きらめく光のように" - 1978 "愛は魔術師(マジジャン)" - 1978 "愛すれど悲し" - 1978 "愛のデュエット(You're the One That I Want)" - 1978 "Look At Me, I'm Sandra Dee (Reprise)" - 1978 "さよならは一度だけ" - 1980 "マジック" - 1980 "恋の予感" - 1980 "ダンシン'" - 1980 "春風の誘惑" - 1980 "Whenever You're Away from Me" - 1981 "虹色の扉" - 1981 "愛のパフォーマンス" - 1982 "ハート・アタック" - 1982 "タイド・アップ" - 1985 "麗しの瞳" - 1989 "美しい星と子供たちに〜ウォーム・アンド・テンダー" - 1992 "Not Gonna Be the One" - 1995 "Be With Me Always" - 1998 "Closer to Me" - 1998 "Under My Skin" - 2008 "Reckless" - 2012 "Weightless" - 2012 "I Think You Might Like It" | その他の制作クレジット - ニール・セダカ – "Workin' on a Groovy Thing" (1969) (arranger) - ジョン・トラボルタ – "Sandy" (1978) - The Moirs – "State of Shock" (1978) - en:Cher – "I Paralyze" (1982) (co-produced with David Wolpert) - アイリーン・キャラ – "Carasmatic" (1987) - Jack Wagner – "Don't Give Up Your Day Job" (1987) |

## ユーロビジョン・ソング・コンテストへの出場
- 1973 "Power to all Our Friends" (クリフ・リチャードのバッキング).
- 1974 "Long Live Love" (オリビア・ニュートン＝ジョンのプロデューサー)
- 1975 "Let Me Be the One" (シャドウズのメンバー).